# Nebraspis
Nebraspis is een geslacht van kevers uit de familie bladkevers (Chrysomelidae).
De wetenschappelijke naam van het geslacht werd in 1913 gepubliceerd door Spaeth.

## Soorten
- Nebraspis corticina (Boheman, 1850)
- Nebraspis viridimetallica Borowiec, 1999